# Squash
 For alternative betydninger, se Squash (flertydig). (Se også artikler, som begynder med Squash)
Squash er et ketsjerspil beslægtet med badminton og tennis, og spilles på en lukket, almindeligvis indendørs bane, med fire vægge, oftest med deltagelse af to spillere. En lille gummibold skal med en ketsjer slås op mod frontvæggen. 
En duel indledes med, at den ene spiller server ved at slå bolden direkte mod frontvæggen, men gerne derefter via andre vægge, fra den ene serveboks over til modstanderen placeret i modsatte side af banen. Returneringen fra servemodtageren må slås direkte mod frontvæggen eller via en eller flere af de andre vægge(inklusiv bagvæggen). Bolden må spilles over hele banen. En spiller skal senest returnere bolden, inden den rammer gulvet anden gang.
Duellen afgøres til en spillers fordel, når det ikke lykkes modstanderen at returnere bolden korrekt til frontvæggen. 
Squash spilles både som single og double, hvor en doublebane dog har større mål.

## Pointtælling
En kamp spilles bedst af fem sæt. Der findes flere scoringssystemer. Det mest udbredte system i Danmark er "amerikansk score" eller mere rigtigt "Point a Rally", hvor alle dueller 'bolde' giver point, uanset hvem der server. Ved Point a Rally spilles der normalt til 11. Ved stillingen 10-10 afgøres sættet i en tiebreaker, hvor der spilles indtil en af spillerne har nået en pointforskel på to point. Point a Rally bruges i de fleste lande, og bruges også i PSA (Professional Squash Association) og i WISPA sammenhæng.
Mindre udbredt i Danmark er "gammel score" hvor det kun er serveren der kan  score point. Hvis serveren taber en duel overgår serveretten til modstanderen, som derefter har mulighed for at score point. Der spilles til 9 i hvert sæt. Ved stillingen 8-8 skal den spiller, der først fik otte point, vælge, hvorvidt der spilles videre til 9 ("set one") eller 10 ("set two"), spilles der til 15 har holdet der først nåede 14 point ret til at vælge om der spilles til 15 eller 17 point (gammeldags double score).  Danmarksmesterskaberne 2007 var det første stævne, hvor Point a Rally scoringssystemet officielt er blevet brugt i Danmark. Fra sæsonen 2007/2008 blev Point a rally også indført i landets bedste række Elitedivision for både mænd og kvinder, og sæsonen efter i landets øvrige rækker. Fra sæsonen 2008/2009 indførtes Point a Rally også i alle forbundsregistrerede juniorturneringer i Danmark og Europa.

## Bane og udstyr
En squash-bane til single-brug er 9,75 meter lang og 6,40 meter bred. Frontvæggen måler i højden 4,57 meter, bagvæggen 2,13 meter. Double spilles enten på en single-bane eller på en double-bane, som er godt en meter bredere (+ 1,22 meter bredere). Der findes to squashcentre i Danmark som har double baner, i Struer og Herlev. Begge baner er af fabrikanten ASP, som levere singlebaner med flytbare vægge, som kan skydes således at tre single baner bliver til to double baner. Både single- og doublebaner består normalt af tre vægge af beton samt en bagvæg af glas. Dog findes der såkaldte glasbaner (singlebaner) hvor alle fire vægge er af glas. Der findes to permanente glasbaner i Danmark. Den ene findes i Herlev/Hjorten Squash Center i Skinderskovhallen (nær København). Den anden blev opført i 2006 i Odense på OSC's hjemmebane i Squash Center Danmark. 
En squashketsjer ligger i størrelse og vægt mellem et badmintonketsjer og en tennisketsjer. Normalt er den ca. 65 cm lang og vejer 110-180 gram. Der findes flere forskellige producenter af squashketsjere. De mest udbredte mærker er Wilson, Dunlop, Prince, Head, og Unsquashable. 
Squashbolde, som benyttes af øvede spillere og til turneringer, er mærket med en eller to gule prikker, vejer 24 gram og måler ca. 4 centimeter i diameter. Til begyndere og mindre øvede spillere findes bolde med blå, hvide og røde prikker, som er kendetegnet ved et højere opspring fra gulvet, og som dermed giver spillerne bedre tid til at nå bolden. Senest er man begyndt at bruge begynderbolde, der er helt blå og har en større diameter end normale squashbolde. Til glasbaner bruges der normalt en hvid bold, som udover farven er identisk med en doublet-gul-prikket sort bold.

## Udbredelse
I Danmark er knap halvdelen af landets squashspillere organiseret i klubber under Dansk Squash Forbund, som har godt 7000 medlemmer. 
Squash-spillet har sin oprindelse i England i det 19. århundrede, hvor nogle mener det er opstået som tidsfordriv i fængsler, hvor en bold blev kastet eller sparket op mod en mur. Der findes i dag squashbaner i ca. 150 lande og antallet af spillere på verdensplan er af den internationale squashsammenslutning blevet anslået til ca. 20 millioner. Trods dette er squash aldrig blevet optaget på det olympiske program, hvilket givetvis kan tilskrives squashsportens begrænsede appel til sponsorer, som igen skyldes spillets fysiske rammer, der gør det vanskeligt at følge for såvel tilskuere som tv. Det skal dog tilføjes, at der i de seneste par år er sket mange spændende tiltag vedr. produktion og visning i tv af squashkampe, bl.a. anført af canadieren Jean DeLierre, hvis produktioner (som p.t. kan anskaffes på DVD) så absolut gør sporten mere tv-venlig. Introduktionen af de såkaldte glasbaner (hvor samtlige fire vægge er fremstillet af glas) har også været med til at øge antallet af mulige tilskuere og optagevinkler.
Squash hører til de absolut mest krævende sportsgrene. Det er ikke ualmindeligt at forbrænde 700-1000 kilo-kalorier i løbet af en times spil [kilde mangler].

## Strategi og taktik
Det fundamentale i squash er at slå bolden lige ned langs sidevæggen, ned til den bagerste del af banen. Dette slag kaldes et ”Drive” eller en ”Længde”. Slaget giver spilleren tid til at komme ind på T’et (midten af banen, hvor opstregningen ligner bogstavet "T") efter færdiggjort slag. Og dermed kan man være klar til at bevæge sig efter modstanderens returnering uanset hvor den måtte komme. Hvis man ønsker at angribe kan man med et blødt eller kort slag forsøge at spille bolden til de forreste to hjørner på banen (dette slag kaldes et ”drop”). Det tvinger modstanderen til at bevæge sig over en større del af banen, eller slaget kan vise sig at være et vinderslag, hvis modstanderen ikke når at lave en korrekt returnering. Man kan også (typisk fra den bagerste del af banen) slå et ”Boast” (dvs. slå bolden ind i sidevæggen, inden den rammer frontvæggen). Dette slag kan forvirre modstanderen og samtidig flytte ham til at løbe til den forreste del af banen. Boast kan dog også bruges som et angrebsslag, i så fald slås det fra en mere fremskudt position og skal maksimum ramme to vægge inden andet hop.
Dygtige spillere kan i nogle tilfælde forsøge at afslutte en duel ("bold") ved at slå en "vinder". Det kan f.eks. gøres ved at slå bolden i en vinkel mod frontvæggen så den rammer ned i ”nicket” (sammenføjningen mellem gulv og sidevæg). Hvis slaget udføres korrekt vil det få bolden til at trille ud og være umulig at returnere for modstanderen. Det er dog en chance at tage, for rammer man bare en smule forbi vil bolden tit hoppe højt ud i retning mod T’et og give ens modstander en særdeles fordelagtig position til sit næste slag. 
I Squash strategi snakkes der tit om at ”vinde T’et” (altså midten af banen), hvor man vil havde en taktisk fordel i form af kortere afstand til næste returnering fra modstanderen. Samtidig vil man fra T’et oftere kunne tage bolden første gang (spille en volley/flugtning). Et volley har flere fordele. Ud over at øge tempoet og give modstanderen mindre tid, vil man ved at tage bolden på halvvejen kunne slippe med at bevæge sig mindre selv. Det er dermed også en fordel at angribe fra denne position fordi modstanderen har kortere tid til at udføre den næste opsamling.

## Turneringer i Danmark
I Danmark findes der tre former for senior turneringer som er registreret under Dansk Squash Forbund.
Danmarksturen er ligasystemet som er delt op i en landsdækkende Elitedivision og derunder landsdelsopdelte divisioner til og med 6 division i sæsonen 2010/2011. Fra sæsonen 2010/2011 indførtes nyt turnerings system i danmarksturneringen med kønsopdelte hold. Dermed gik man bort fra hold bestående af 5 herre spillere og 2 damespillere hvor hver spiller møder modstanderen med samme rangering på modstanderens hold. I stedet består herrehold nu af fire spillere og damehold af tre. Både herre- og damespillere spiller 'krydskampe' således at 1. herre møder både 1. og 2. single på modstanderholdet og ligeledes krydser 3. og 4. single. Får damespillere spilles 1 vs 1, 1 vs 2, 2 vs 3, samt 3 vs 3. 
Danmarksturneringen består af et grundspil og et oprykningsslutspil. De bedst placeret hold i grundspillet (efterårssæsonen) spiller i forårssæsonen oprykningsslutspil mod de dårligst placeret i divisionen ovenfor. For elitedivisionen spiller de bedste fire hold mellemspil, hvor de medtager deres point fra grundspillet og møder hinanden endnu engang. Placering i mellemspillet afgør modstandere i medaljeslutspillet. De to lavest placeret hold i Elitedivisionen spiller nedrykningsspil med de bedst placeret hold i 1. divisionerne. 
Der findes desuden også individuelle turneringer i Danmark delt op på niveau. Challengers for de bedste tre rækker, Mester, A og B. Derudover arrangeres der Satellite turneringer som er for spillerne i rækkerne A og derunder. Det er ikke tilladt for spillere rangeret over 16 på Danmarksranglisten at deltage i Satellite turneringen der er ingen grænser for hvem der må spille Challengers (ved stort antal spillere kvalificere spillerne sig efter rangliste placering). Der spilles individuelt DM en gang om året, til dette stævne spilles der flere rækker end ved normale Challengers, normalvis spilles der ned til E række ved individuelt DM, men der er ingen regler for hvor mange rækker der skal/må oprettes ved et DM.
Der afholdes også internationale turneringer i Danmark. Danish Open er en gentagende begivenhed i Danmark, hvor der ved flere lejligheder har optrådt spillere rangeret på PSA's verdensrangliste.

## Danmarksmestre
| År   | Individuel herre      | Individuel dame            | DM for hold           |
| ---- | --------------------- | -------------------------- | --------------------- |
| 1978 | Peter Gerlow          | Merethe Olsen              |                       |
| 1979 | Arthur Jakobsen       | Lene Troelsen              |                       |
| 1980 | Arthur Jakobsen       | Anne Marie Østby           |                       |
| 1981 | Arthur Jakobsen       | Camilla Thomsen            |                       |
| 1982 | Arthur Jakobsen       | Helle Dinesen              | København SK          |
| 1983 | Dan I. Christensen    | Ikke afholdt               | København SK          |
| 1984 | Arthur Jakobsen       | Helle Dinesen              |                       |
| 1985 | Arthur Jakobsen       | Helle Dinesen              | Herlev                |
| 1986 | Arthur Jakobsen       | Helle Dinesen              | København SK          |
| 1987 | Arthur Jakobsen       | Elsebeth Jensen            | Herlev                |
| 1988 | Arthur Jakobsen       | Elsebeth Jensen            |                       |
| 1989 | Arthur Jakobsen       | Elsebeth Jensen            | Herlev                |
| 1990 | Arthur Jakobsen       | Elsebeth Jensen            | Herlev                |
| 1991 | Tim Hoelgaard         | Katie Leabourn             | Odense SC             |
| 1992 | Arthur Jakobsen       | Elsebeth Jensen            | Herlev                |
| 1993 | Tim Hoelgaard         | Helle Vestergaard          | Odense SC             |
| 1994 | Tim Hoelgaard         | Ellen Hamborg-Pedersen     | Odense SC             |
| 1995 | Tim Hoelgaard         | Ellen Hamborg-Pedersen     | Odense SC             |
| 1996 | Carsten Vinther       | Julie Dorn-Jensen          | Odense SC             |
| 1997 | Carsten Vinther       | Julie Dorn-Jensen          | Herlev                |
| 1998 | Carsten Vinther       | Ellen Hamborg-Pedersen     | Odense SC             |
| 1999 | Kasper Bodenhoff      | Ellen Hamborg-Pedersen     | Hørning SMK           |
| 2000 | Morten W. Sørensen    | Ellen Hamborg-Pedersen     | Odense SC             |
| 2001 | Mikkel Korsbjerg      | Ellen Hamborg-Pedersen     | Odense SC             |
| 2002 | Mikkel Korsbjerg      | Ellen Hamborg-Pedersen     | Odense SMK            |
| 2003 | Mads Korsbjerg        | Ellen Hamborg-Pedersen     | Odense SC             |
| 2004 | Mikkel Korsbjerg      | Ellen Hamborg-Pedersen     | København SK          |
| 2005 | Mikkel Korsbjerg      | Ellen Hamborg-Pedersen     | Herlev/Hjorten Squash |
| 2006 | Mads Korsbjerg        | Line Hansen                | Herlev/Hjorten Squash |
| 2007 | Morten W. Sørensen    | Line Hansen                | København SK          |
| 2008 | Morten W. Sørensen    | Line Hansen                | Odense SC             |
| 2009 | Rasmus Møller Nielsen | Line Hansen                | Odense SC             |
| 2010 | Kristian Frost        | Line Hansen                | Odense SC             |
| 2011 | Kristian Frost        | Line Hansen                |                       |
| 2012 | Kristian Frost        | Line Hansen                |                       |
| 2013 | Morten W. Sørensen    | Line Hansen                | Birkerød              |
| 2014 | Kristian Frost        | Line Hansen                | Birkerød              |
| 2015 | Kristian Frost        | Line Hansen                |                       |
| 2016 | Kristian Frost        | Line Hansen                |                       |
| 2017 | Kristian Frost        | Line Hansen                |                       |
| 2018 | Kristian Frost        | Sally Skaarenborg          |                       |
| 2019 | Kristian Frost        | Line Hansen                |                       |
| 2020 | Rasmus M. Nielsen     | Sarah Lauridsen            |                       |
| 2021 | Theis Houlberg        | Caroline Lyng Christiansen |                       |
| 2022 | Theis Houlberg        | Caroline Lyng Christiansen |                       |
| 2023 | Theis Houlberg        | Caroline Lyng Christiansen |                       |
| 2024 | Theis Houlberg        | Caroline Lyng Christiansen |                       |
| 2025 | Theis Houlberg        | Caroline Lyng Christiansen |                       |

## Elitesquash i Danmark
Dansk elitesquash er et udviklingsmål fastsat af Dansk Squash Forbund, og forbundet har ansat David McAlpine som Landstræner til at stå for elitetræning og talentudvikling. Landstræneren har blandt andet til job at udvælge en brutto landsholdstrup, hvorfra der udvælges et endeligt landshold som deltager i større turneringer, EM og VM for hold. Det bedste resultat dansk squash i nyere tid har opnået er en bronzemedalje til kvinde EM i 2007.